# ساتنیک هوهانیسیان
ساتنیک زوریکی هوهانیسیان (ارمنی: Սաթենիկ Զորիկի Հովհաննիսյան؛ انگلیسی: Satenik Hovhannisyan؛ زادهٔ ۱۵ اوت ۱۹۵۳) هنرمند و نقاش اهل ارمنستان است.

## زندگی‌نامه
وی در ۱۵ اوت ۱۹۵۳ به دنیا آمد و از کالج دولتی هنرهای زیبای پانوس ترلمزیان فارغ‌التحصیل گشت. وی عضو اتحادیه نقاشان ارمنستان می‌باشد.